# Riposte à Narvik
Pour plus de détails, voir Fiche technique et Distribution.
Riposte à Narvik (The Day Will Dawn) est un film britannique réalisé par Harold French, sorti en 1942.

## Synopsis
Pendant la Seconde Guerre mondiale, un journaliste britannique travaillant en Norvège se retrouve pourchassé par les Allemands alors qu’il est chargé d’une mission de combat secrète, tandis que la fille d’un capitaine norvégien aide les Britanniques à combattre la menace nazie.

## Fiche technique
- Titre original : The Day Will Dawn
- Titre français : Riposte à Narvik
- Réalisation : Harold French
- Scénario : Terence Rattigan, Anatole de Grunwald, Patrick Kirwan (en) et Frank Owen (en)
- Photographie : Bernard Knowles
- Montage : Michael C. Chorlton (en)
- Musique : Richard Addinsell
- Pays de production : Royaume-Uni
- Format : Noir et blanc - 1,37:1 - Mono
- Genre : guerre
- Durée : 98 minutes
- Date de sortie : 1942

## Distribution
- Hugh Williams : Colin Metcalfe
- Griffith Jones : Inspecteur de police Gunter
- Deborah Kerr : Kari Alstad
- Ralph Richardson : Frank Lockwood
- Francis L. Sullivan : Kommandant Ulrich Wettau
- Roland Culver : Commandant Pittwaters
- Finlay Currie : Capitaine Alstad
- Niall MacGinnis : Olaf
- Elizabeth Mann : Gerda
- Patricia Medina : Ingrid
- Roland Pertwee (en) : Capitaine Waverley
- Henry Oscar : Rédacteur en chef
- David Horne : Evans
- Henry Hewitt (en) : Jack
- John Warwick (en) : Milligan
- Brefni O'Rorke (en) : Journaliste politique
- Bernard Miles : McAllister
- Beckett Bould (en) : Bergen
- Philip Friend : Pilote
- George Merritt : Capitaine allemand
- Raymond Huntley (scènes coupées au montage))